# Туншань (Сяньнин)
Тунша́нь (кит. упр. 通山, пиньинь Tōngshān) — уезд городского округа Сяньнин провинции Хубэй (КНР).

## История
Уезд был образован в 964 году, в качестве его названия было взято по иероглифу от названий расположенных на его территории посёлков Тунъян (通羊镇) и Циншань (青山镇). В 976 году уезд был расформирован, но вскоре создан опять. В 1134 году уезд опять был ликвидирован, но в следующем году был вновь воссоздан.
В 1949 году был образован Специальный район Дае (大冶专区), и уезд вошёл в его состав. В 1952 году Специальный район Дае был расформирован, и уезд перешёл в состав Специального района Сяогань (孝感专区). В 1959 году Специальный район Сяогань также был расформирован, и входившие в его состав административные единицы перешли под управление властей Уханя, где в 1960 году уезд Туншань был присоединён к уезду Чунъян. В 1961 году Специальный район Сяогань был воссоздан, и восстановленный уезд Туншань опять вошёл в его состав.
В 1965 году уезды Специального района Сяогань, лежавшие южнее Янцзы, были выделены в отдельный Специальный район Сяньнин (咸宁专区). В 1970 году Специальный район Сяньнин был переименован в Округ Сяньнин (咸宁地区).
Постановлением Госсовета КНР от 6 декабря 1998 года округ Сяньнин был преобразован в городской округ.

## Административное деление
Уезд делится на 8 посёлков и 4 волости.